# Campionati italiani di triathlon sprint del 2022
I Campionati Italiani di Triathlon Sprint del 2022 sono stati organizzati da Flipper Triathlon in collaborazione con la Federazione Italiana Triathlon e si sono tenuti a Cervia in Emilia-Romagna, in data 2 ottobre 2022
Tra gli uomini ha vinto per la prima volta Alessio Crociani (Fiamme Azzurre), mentre la gara femminile è andata per la prima volta ad Ilaria Zane (Overcome ASD).

## Risultati

### Elite uomini
| Pos. | Atleta                  | Società sportiva      | Nuoto   | Bici    | Corsa    | Totale  |
| ---- | ----------------------- | --------------------- | ------- | ------- | -------- | ------- |
|      | Alessio Crociani        | Fiamme Azzurre        | 0.08.59 | 0.26.06 | 0.15.05  | 0.51.06 |
|      | Nicolo' Strada          | Carabinieri           | 0.09.00 | 0.26.11 | 0.15.30  | 0.51.35 |
|      | Gianluca Pozzatti       | 707                   | 0.08.59 | 0.26.11 | 0.15.39  | 0.51.42 |
| 4    | Samuele Angelini        | Fiamme Oro            | 0.09.15 | 0.26.54 | 0.15.06  | 0.52.13 |
| 5    | Alessandro De Angelis   | Minerva Roma          | 0.09.33 | 0.26.35 | 0.15.09  | 0.52.19 |
| 6    | Nicolo' Ragazzo         | Valdigne Triathlon    | 0.09.03 | 0.27.04 | 0.15.25  | 0.52.27 |
| 7    | Michele Sarzilla        | DDS                   | 0.09.12 | 0.26.59 | 0.15.27  | 0.52.36 |
| 8    | Davide Uccellari        | Fiamme Azzurre        | 0.09.50 | 0.26.19 | 0.15.21  | 0.52.38 |
| 9    | Riccardo Brighi         | Raschiani Triathlon   | 0.09.48 | 0.26.11 | 0.15.27  | 0.52.41 |
| 10   | Luca Bruni              | K3 Cremona            | 0.09.41 | 0.26.29 | 0.15.41  | 0.52.44 |
| 11   | Daniele Gambitta        | Magma Team            | 0.00.00 |         | 13.22.45 | 0.52.45 |
| 12   | Michele Bortolamedi     | K3 Cremona            | 0.09.07 | 0.27.02 | 0.15.42  | 0.52.47 |
| 12   | Carlo Matteo Perri      | Minerva Roma          | 0.09.33 | 0.26.34 | 0.15.31  | 0.52.47 |
| 14   | Stefano Micotti         | DDS                   | 0.09.42 | 0.26.20 | 0.15.44  | 0.52.51 |
| 15   | Nicola Azzano           | Carabinieri           | 0.09.07 | 0.26.58 | 0.16.00  | 0.53.01 |
| 16   | Miguel Larramona Espuna | CUS Pro Patria Milano | 0.09.33 | 0.26.34 | 0.16.24  | 0.53.06 |
| 17   | Mattia Ceccarelli       | Overcome Asd          | 0.09.57 | 0.26.13 | 0.15.49  | 0.53.11 |
| 18   | Fiorenzo Angelini       | Fiamme Oro            | 0.09.34 | 0.26.35 | 0.16.06  | 0.53.15 |
| 19   | Kiril Polikarpenko      | 707                   | 0.09.36 | 0.26.33 | 0.16.03  | 0.53.17 |
| 20   | Davide Ingrilli'        | 707                   | 0.09.16 | 0.26.49 | 0.16.20  | 0.53.26 |

### Elite donne
| Pos. | Atleta                            | Società sportiva      | Nuoto   | Bici    | Corsa   | Totale  |
| ---- | --------------------------------- | --------------------- | ------- | ------- | ------- | ------- |
|      | Ilaria Zane                       | Overcome Asd          | 0.09.59 | 0.28.56 | 0.17.24 | 0.57.22 |
|      | Angelica Prestia                  | Raschiani Triathlon   | 0.10.13 | 0.30.16 | 0.16.31 | 0.58.00 |
|      | Beatrice Mallozzi                 | Fiamme Azzurre        | 0.10.34 | 0.29.52 | 0.16.36 | 0.58.06 |
| 4    | Costanza Arpinelli                | Fiamme Azzurre        | 0.10.33 | 0.29.47 | 0.16.43 | 0.58.07 |
| 4    | Giorgia Priarone                  | 707                   | 0.10.56 | 0.29.22 | 0.16.47 | 0.58.07 |
| 6    | Sharon Spimi                      | Fiamme Oro            | 0.09.59 | 0.28.56 | 0.18.45 | 0.58.39 |
| 7    | Chiara Lobba                      | K3 Cremona            | 0.10.38 | 0.29.30 | 0.17.33 | 0.58.52 |
| 8    | Asia Mercatelli                   | 707                   | 0.10.32 | 0.29.51 | 0.17.46 | 0.59.12 |
| 9    | Alessia Orla                      | K3 Cremona            | 0.10.30 | 0.29.49 | 0.17.55 | 0.59.15 |
| 10   | Francesca Crestani                | Valdigne Triathlon    | 0.10.40 |         | 9.29.19 | 0.59.16 |
| 11   | Rachele Laschi                    | CUS Pro Patria Milano | 0.00.00 |         | 0.15.39 | 0.59.18 |
| 11   | Eleonora Demarchi                 | Cuneo1198 Triteam     | 0.10.36 | 0.29.40 | 0.17.54 | 0.59.18 |
| 13   | Luisa Iogna-prat                  | 707                   | 0.10.26 | 0.29.52 | 0.17.56 | 0.59.20 |
| 14   | Anna Adelaide Confalonieri Badini | Fiamme Oro            | 0.10.35 | 0.29.30 | 0.18.13 | 0.59.36 |
| 15   | Giada Stegani                     | T.d. Rimini           | 0.10.16 | 0.30.06 | 0.18.24 | 0.59.50 |
| 16   | Carmela Claudia Paladini          | Thermae Sport Pdntri  | 0.10.25 | 0.29.40 | 0.18.27 | 0.59.56 |
| 17   | Doga Erman                        | CUS Pro Patria Milano | 0.10.36 | 0.29.41 | 0.18.48 | 1.00.20 |
| 18   | Matilde Locatelli                 | Raschiani Triathlon   | 0.10.42 | 0.29.36 | 0.18.52 | 1.00.26 |
| 19   | Sara Crociani                     | T.d. Rimini           | 0.10.16 | 0.30.03 | 0.19.06 | 1.00.33 |
| 20   | Nicoletta Santonocito             | Magma Team            | 0.10.56 | 0.31.28 | 0.17.12 | 1.00.55 |